# Шоази (Горња Савоја)
Шоази (фр. Choisy) насеље је и општина у источној Француској у региону Рона-Алпи, у департману Горња Савоја која припада префектури Анси.
По подацима из 2011. године у општини је живело 1555 становника, а густина насељености је износила | становника/km². Општина се простире на површини од | km². Налази се на средњој надморској висини од 611 метар (максималној 905 m, а минималној 350 m).

## Демографија
| 1962. | 1968. | 1975. | 1982. | 1990. | 1999. | 2011. |
| ----- | ----- | ----- | ----- | ----- | ----- | ----- |
| 570   | 524   | 551   | 767   | 1.068 | 1.365 | 1.555 |

| 1773. | 1822. | 1838. | 1872. | 1891. | 1901. | 1911. | 1921. | 1931. | 1946. | 1954. | 1962. | 1968. | 1975. | 1982. | 1985. | 1990. | 1999. |
| ----- | ----- | ----- | ----- | ----- | ----- | ----- | ----- | ----- | ----- | ----- | ----- | ----- | ----- | ----- | ----- | ----- | ----- |
| 436   | 720   | 969   | 1.029 | 1.054 | 824   | 815   | 683   | 648   | 620   | 592   | 570   | 524   | 551   | 767   | 903   | 1.070 | 1.384 |

График промене броја становника у току последњих година